# Chrysopilus suomianus
Chrysopilus suomianus är en tvåvingeart som beskrevs av Szilady 1934. Chrysopilus suomianus ingår i släktet Chrysopilus och familjen snäppflugor. Inga underarter finns listade i Catalogue of Life.